# トラスト・カンパニー
トラスト・カンパニー（Trust Company）は、アメリカ合衆国のロックバンド。

## 来歴
1997年、ケヴィン・パーマーとジェイソン・シングルトンにより、41ダウン（41 Down）として結成。ジェイムズ・フカイとジョシュ・モーツを加えて活動した。2001年、ゲフィン・レコードとの契約によりメジャーデビュー。この時、カナダのSum 41との混同を回避するため、トラスト・カンパニーと改名した。
2002年7月23日、ファーストアルバムとなるザ・ロンリー・ポジション・オブ・ニュートラルが発売された。収録曲ダウンフォールがMTV2でヘビーローテされ、Billboard Hot 100にも登場、アルバムはアメリカレコード協会のゴールドディスク認定を得る売り上げとなった。
2003年にはオズフェストへの参加を中止したが、これはセカンドアルバムトゥルー・パラレルズ作成を求めたレーベルの要求によるものであった。だがアルバムの作成は遅れ、2005年3月22日発売にされたが、その時にはジョシュ・モーツがバンドを離れ、ウォーカー・ウォーレンが代わりに加わっていた。
2005年、活動を休止。この間にケヴィン・パーマーとジョシュ・モーツが、アミティ・レーンを結成している。
2007年8月11日、初期メンバーにより活動再開。2008年3月18日にはMyspaceで新曲2曲を公開した。
2008年からベーシストはジョシュ・モーツからエリック・サルターに変わり、さらに2009年にはウェス・ジェイムズ・コッブにと2年続けて交代した。
2010年末、10月5日にiTunesで発表した新曲ハート・イン・マイ・ハンズのプロモーションツアーを行い、2011年3月8日に新曲を含むアルバムドリーミング・イン・ブラック・アンド・ホワイトを発売した。
2011年、ウェス・ジェイムズ・コッブが脱退。
2022年、ジョシュ・モーツが復帰。

## メンバー
現在のメンバー
- ケヴィン・パーマー：リードボーカル、リズムギター(1997年 - 2005年、2007年 -)
- ジェイムズ・フカイ：リードギター、バッキングボーカル(1997年 - 2005年、2007年 -)
- ジェイソン・シングルトン：ドラムス、バッキングボーカル (1997年 - 2005年、2007年 -)
- ジョシュ・モーツ：ベースギター (1997年 - 2004年、2007年 - 2008年、2022年 - )

過去のメンバー
- ウォーカー・ウォーレン：ベースギター(2004年 - 2005年)
- エリック・サルター：ベースギター(2008年 - 2009年)
- ウェス・ジェイムズ・コッブ：ベースギター、バッキングボーカル(2009年 -2011年)

## ディスコグラフィー

### スタジオアルバム
| アルバム | 順位 | 売り上げ                 | 認定                  |
| アルバム | US   | 売り上げ                 | 認定                  |
| --- | ---- | ------------------------ | --------------------- |
| ザ・ロンリー・ポジション・オブ・ニュートラル （The Lonely Position of Neutral） - 発売日 2002年7月23日 - レーベル ゲフィン・レコード    | 11   | - アメリカ合衆国 500,000 | - US:ゴールドディスク |
| トゥルー・パラレルズ （True Parallels） - 発売日 2005年3月22日 - レーベル ゲフィン・レコード                                            | 32   | - アメリカ合衆国 200,000 |                       |
| ドリーミング・イン・ブラック・アンド・ホワイト （Dreaming in Black and White） - 発売日 2011年3月8日 - レーベル Entertainment One Music | 175  |                          |                       |

### シングル
| 年   | 曲                                              | 順位 | 順位    | 順位     | 順位 | 収録アルバム                                   |
| 年   | 曲                                              | US   | US Alt. | US Main. | UK   | 収録アルバム                                   |
| ---- | ----------------------------------------------- | ---- | ------- | -------- | ---- | ---------------------------------------------- |
| 2002 | ダウンフォール （Downfall）                     | 91   | 6       | 6        | 89   | ザ・ロンリー・ポジション・オブ・ニュートラル   |
| 2002 | ランニング・フロム・ミー （Running from Me）    | —    | 22      | 24       | —    | ザ・ロンリー・ポジション・オブ・ニュートラル   |
| 2003 | ザ・フィアー（The Fear）                        | —    |         |          | —    | ザ・ロンリー・ポジション・オブ・ニュートラル   |
| 2005 | ストロンガー（Stronger）                        | —    | 20      | 22       | —    | トゥルー・パラレルズ                           |
| 2010 | ハート・イン・マイ・ハンズ（Heart in My Hands） | —    | —       | —        | —    | ドリーミング・イン・ブラック・アンド・ホワイト |